# Сан Пјетро ал Натизоне
Сан Пјетро ал Натизоне (итал. San Pietro al Natisone) је насеље у Италији у округу Удине, региону Фурланија-Јулијска крајина.
Према процени из 2011. у насељу је живело 1445 становника. Насеље се налази на надморској висини од 158 м.

## Становништво
Према резултатима пописа становништва 2011. у општини је живело 2.223 становника.
| 1936. | 1951. | 1961. | 1971. | 1981. | 1991. | 2001. | 2011. |
| ----- | ----- | ----- | ----- | ----- | ----- | ----- | ----- |
| 3.077 | 3.088 | 2.842 | 2.331 | 2.060 | 2.173 | 2.155 | 2.223 |

## Партнерски градови
- Sambreville